# Сутінки. Сага. Світанок: Частина 1
«Сутінки. Сага. Світанок: Частина 1» (англ. The Twilight Saga: Breaking Dawn – Part 1) — американський художній фільм режисера Біла Кондона за однойменним романом Стефані Маєр. Знімання «Світанку» почалося в жовтні 2010 року. Фільм складається з двох частин.
Прем'єра першої частини відбулася 17 листопада 2011 року. Прем'єра другої — на 15 листопада 2012 року.

## Сюжет
Через кілька місяців після подій попереднього фільму людина Белла Свон і вампір Едвард Каллен одружуються. Під час весільного прийому повертається вовкулак Джейкоб Блек, який залишив місто після того, як отримав запрошення на весілля, чим неабияк радує Беллу. Вони танцюють у лісі, де Белла зізнається, що вона з Едвардом планують уперше зайнятися коханням під час медового місяця, поки вона ще людина. Джейкоб лютує, побоюючись, що це може її вбити.
Після весілля Белла та Едвард вирушають на острів біля узбережжя Ріо-де-Жанейро у медовий місяць, де вперше кохаються. Через два тижні Беллі стає зле зранку, і вона розуміє, що в неї затримка. Вона повідомляє Карлайла Каллена — лікаря та прийомного батька Едварда — що підозрює вагітність.
Едвард приголомшений, адже вважається майже неможливим, щоб людина вижила, виношуючи дитину вампіра. Він наполягає, щоб Белла зробила аборт у Карлайла, але вона відмовляється й переконує сестру Едварда, Розалі, стати її охоронницею. Пара повертається до Форкса, Вашингтон, де Джейкоб мчить до дому Калленів і знаходить бліду, виснажену й очевидно вагітну Беллу. Він благає її припинити вагітність, але вона відмовляється.
Розлючений Джейкоб залишає будинок Калленів і зустрічається в лісі з іншими членами зграї, включаючи їхнього ватажка Сема, який вирішує, що Беллу потрібно вбити, щоб запобігти загрозі від її напіввампірської дитини. Джейкоб відмовляється, і разом із кількома іншими вовкулаками виходить зі зграї.
Вагітність Белли стрімко прогресує, і її здоров’я погіршується. Вона усвідомлює, що плід потребує крові, і починає пити людську кров, яку Карлайл дістає з лікарні — це покращує її стан. Як напіввампір, дитина розвивається набагато швидше, ніж звичайна людська.
Едвард починає змінювати своє ставлення до дитини, коли дізнається, що може чути її думки. Коли в Белли раптово починаються пологи, Едвард, Джейкоб і Розалі проводять екстрений кесарів розтин, поки Карлайл відсутній. Процедура надзвичайно болісна, і Белла непритомніє, але прокидається й бачить, що народила здорову доньку, якій дає ім’я Ренезмі (поєднання імен її матері та матері Едварда).
Раптово серце Белли зупиняється, і Джейкоб намагається реанімувати її. Едвард вводить їй у серце свою отруту, щоб перетворити її на вампіра, але здається, що це не допомагає — Белла залишається бездиханною. У відчаї Джейкоб вирішує вбити Ренезмі, вважаючи, що саме вона спричинила смерть Белли, але, поглянувши їй в очі, «відбиткується» на ній — це явище серед вовкулаків, коли той зустрічає свою споріднену душу. Через це інші вовкулаки більше не можуть завдати їй шкоди, адже це їхній найсвятіший закон — не кривдити того, на кого відбиткувався член зграї.
Протягом двох днів, хоч і залишаючись без свідомості, рани Белли загоюються, і її тіло відновлюється. Нарешті вона відкриває очі — вони криваво-червоні, що означає, що вона стала вампіром.
У сцені після титрів Вольтурі — хранителі вампірських законів — отримують листа від Карлайла з повідомленням про весілля Белли й Едварда та її перетворення. Вони сперечаються, що Карлайл розширює свій клан і що їхній конфлікт із Калленами завершено. Але їхній лідер зазначає, що Каллени все ще мають те, що він хоче.

## У ролях

### Каллени
- Крістен Стюарт —  Белла Свон/Каллен
- Роберт Паттінсон — Едвард Каллен
- Пітер Фачінеллі — Карлайл Каллен
- Елізабет Різер — Есмі Каллен
- Ешлі Ґрін — Еліс Каллен
- Джексон Ретбоун — Джаспер Хейл
- Нікі Рід — Розалі Хейл
- Келлан Латц — Емметт Каллен
- Маккензі Фой — Ренесмі Каллен

### Клан Деналі
- Міанна Берінг —  Таня
- Кейсі Лабо —  Кейт
- Меггі Грейс —  Ірина
- Крістіан Камарго —  Елеазар
- Міа Маестро —  Кармен

### Клан Волтурі
- Майкл Шин —  Аро
- Крістофер Хеєрдал —  Марк
- Джеймі Кемпбелл Бовер —  Кай
- Дакота Феннінг —  Джейн
- Кемерон Брайт —  Алек
- Деніал Кадмор —  Фелікс
- Чарлі Б'юлі —  Деметрі